# 맥라렌 MP4-31
맥라렌 MP4-31(영어: McLaren MP4-31) 또는 맥라렌 혼다 MP4-31(영어: McLaren Honda MP4-31)은 포뮬러 원 2016년 시즌용 레이스 카이다.

## 비디오 게임에서의 등장
- 아스팔트 8: 에어본[1]